# Inn i evighetens mørke
Inn i evighetens mørke (în românește În eternul întuneric) este primul EP al formației Dimmu Borgir. Acest EP a fost vândut în totalitate în doar câteva săptămâni.
Versiunea originală a acestui EP a fost limitată la 1000 de copii. În 1997 piesele 1 și 2 vor fi incluse ca bonus pe ediția remasterizată a albumului de debut For all tid, iar piesa 3 va fi reînregistrată pentru albumul Enthrone Darkness Triumphant. În 2000 a fost relansat de casa de discuri Spikefarm Records împreună cu Emperor, Immortal, Ancient și Arcturus pe compilația True Kings of Norway.

## Lista pieselor
1. "Inn i evighetens mørke (Part I)" (În eternul întuneric (Partea I)) - 05:25
2. "Inn i evighetens mørke (Part II)" (În eternul întuneric (Partea II)) - 02:09
3. "Raabjørn speiler draugheimens skodde" (Raabjørn[4] oglindește corabia fantomă prin ceață) - 05:01

## Personal
- Shagrath - baterie
- Silenoz - vocal, chitară ritmică
- Tjodalv - chitară
- Brynjard Tristan - chitară bas
- Stian Aarstad - sintetizator (sesiune)